# خلیج میکاوا
خلیج میکاوا (انگلیسی: Mikawa Bay) خلیجی است در جنوب استان آیچی، ژاپن، که توسط شبه جزیره چیتا در غرب و شبه جزیره آتسومی از شرق و جنوب احاطه شده‌است. مساحت آن تقریباً ۶۰۴ کیلومتر2 است. آلودگی آب‌های کم عمق و محصور این خلیج در سال‌های اخیر به یک نگرانی تبدیل شده‌است.